# Vodní nádrž Košín
Vodní nádrž Košín nebo také Košín I. je přehradní nádrž na Košínském potoce v okrese Tábor. Má celkovou rozlohu přibližně 18 ha. Má délku vzdutí přibližně 2 km. Byla vybudována v letech 1975 až 1978. Do plného provozu byla uvedena 21. ledna 1980.

## Využití
Slouží jako regulační nádrž a zásobárna pitné vody pro město Tábor, také jako chovná nádrž a rekreační oblast.